# 長谷川昌幸
長谷川 昌幸（はせがわ まさゆき、1977年7月16日 - ）は、茨城県神栖市出身の元プロ野球選手（投手）。

## 経歴

### プロ入り前
市立銚子高時代には、2年秋県大会ベスト8。PL学園の福留孝介、南京都高校の斉藤和巳とともにドラフトの注目株とされ、投手では星野智樹（四日市工）を含めてビッグ3と呼ばれた。3年夏は県大会初戦で14奪三振を記録したが4回戦で敗れた。2番手投手に窪田淳がいた。1995年のプロ野球ドラフト会議で広島東洋カープから1位指名を受けて入団。

### 広島時代
1997年8月10日の対阪神戦（広島市民球場）でプロ初登板初先発勝利を収める。
2001年には9勝(対阪神に対して5勝)を挙げ、期待の若手投手として頭角を表す。
2002年は細身の体から投げ込むストレートと切れ味鋭いカーブを武器に自己最多・チームトップの13勝を挙げる。また、この年に引退したヤクルト・池山隆寛の現役最終打席の際にマウンドに立ち、空振り三振に打ち取っている。
2003年シーズンはエース黒田博樹に続く投手として期待されたが春先に扁桃腺炎を患って活躍できず、この年以降、故障と不調に苦しむこととなる。
2004年も右手甲の故障と2年連続で出遅れた。
2005年シーズンは入団当時からの背番号19から、「メジャーっぽいから」との理由で、日本人選手は「死に番」として敬遠し、アメリカではジャッキー・ロビンソンのつけていた番号として全球団で永久欠番となっている42に変更。
2006年シーズンはブラウン新監督より中継ぎ起用を明言されていたが、後半戦の先発投手のケガなどによる戦線離脱で先発事情が苦しくなったことで9月23日の対横浜戦に先発起用され、6回無失点の好投。久々の先発白星となる。
2007年シーズンは先発に再挑戦。シュートを習得するなど打たせて取る投球を心がけ、オープン戦では抜群の安定感を見せるも開幕してからは安定感に欠ける投球が続き5月上旬に二軍落ち。半月後に昇格するも、交流戦の日程に余裕があったため中継ぎにまわり、先発復帰のチャンスを待った。交流戦後は先発復帰し、勝ち星にこそ恵まれなかったものの、一度も大きく崩れることなく安定した活躍を果たしてみせた。
2008年シーズンは前年後半の働きと黒田の移籍で先発ローテの中心として期待されたが、開幕から好不調の波が激しく、後半戦は二軍生活となった。二軍でも調子が上がらず3者連続本塁打を浴びることがあるなど被本塁打の多さが目立った。3勝でシーズンを終了し、日南秋季キャンプでは「強化選手」に若手とともに指定された。
2009年シーズンも先発ローテ投手として期待されたものの、2試合連続で序盤KOされるなど結局期待には応えられず、終盤は怪我等で出番も減少した。とはいえ、ロングリリーフとしては好投し2勝を挙げている。
2010年シーズンも先発として2試合登板するが結果を残せず二軍落ちとなる。5月15日に喜田剛とともに迎祐一郎との交換トレードでオリックス・バファローズへ移籍。背番号は迎が付けていた25。

### オリックス時代
6月30日の対楽天戦で、移籍後初登板初先発。5回1失点と好投を見せたが打線の援護がなく勝ち星はつかなかった。7月7日の対西武戦にはわずか1回2/3、4失点でKOされるが、7月15日の対ロッテ戦では、8回1失点と好投するもまたも打線の援護がなく敗戦投手（ちなみにこの試合で2002年以来となる完投を記録）というように好投と炎上を繰り返し、7月22日に登録抹消。その後、9月に再び昇格し、2試合先発するも2試合とも敗戦投手となり、最終成績は6試合先発で0勝3敗、防御率4.30に終わった。また、7月10日には国内FA権を取得した。
2011年シーズンは開幕から絶不調で2軍でも1勝5敗、防御率8.53と結果を残せずプロ１年目以来の一軍登板無しに終わり、10月9日に球団から戦力外通告を受け、12月2日自由契約公示された。

### 現役引退後
現役引退後は、広島市内で鉄板焼屋「はせ川」の経営、輸入ブランド時計の代理店の経営、保険会社の営業職を経て、2016年に「スポーツオーソリティ」を展開する株式会社メガスポーツに入社。イオンモール広島府中にあるスポーツオーソリティ広島府中店にベースボールアドバイザーとして勤務している。

## 選手としての特徴・人物
ストレートの最速は153km/h(2001/6/28)。晩年はコントロールを重視したため平均140km/h台中盤を出す程度に落ち着いた。変化球は、決め球にしているフォークに加え、カーブ、シュートを投げる。
各野球評論家から一級品のキレと度々評価を受けるが、コントロールに課題を残していた。

## 詳細情報

### 年度別投手成績
| 年 度      | 球 団      | 登 板 | 先 発 | 完 投 | 完 封 | 無 四 球 | 勝 利 | 敗 戦 | セ 丨 ブ | ホ 丨 ル ド | 勝 率 | 打 者 | 投 球 回 | 被 安 打 | 被 本 塁 打 | 与 四 球 | 敬 遠 | 与 死 球 | 奪 三 振 | 暴 投 | ボ 丨 ク | 失 点 | 自 責 点 | 防 御 率 | W H I P |
| ---------- | ---------- | ----- | ----- | ----- | ----- | -------- | ----- | ----- | -------- | ----------- | ----- | ----- | -------- | -------- | ----------- | -------- | ----- | -------- | -------- | ----- | -------- | ----- | -------- | -------- | ------- |
| 1997       | 広島       | 2     | 2     | 0     | 0     | 0        | 1     | 0     | 0        | --          | 1.000 | 46    | 10.1     | 12       | 1           | 4        | 0     | 0        | 10       | 0     | 0        | 7     | 7        | 3.38     | 1.55    |
| 1998       | 広島       | 1     | 1     | 0     | 0     | 0        | 0     | 0     | 0        | --          | ----  | 8     | 1.0      | 3        | 0           | 2        | 0     | 0        | 2        | 0     | 0        | 4     | 4        | 36.00    | 5.00    |
| 1999       | 広島       | 10    | 2     | 0     | 0     | 0        | 1     | 3     | 0        | --          | .250  | 108   | 22.2     | 29       | 1           | 11       | 1     | 2        | 7        | 3     | 0        | 17    | 15       | 5.96     | 1.76    |
| 2000       | 広島       | 10    | 1     | 0     | 0     | 0        | 0     | 2     | 0        | --          | .000  | 108   | 23.0     | 25       | 3           | 14       | 1     | 0        | 20       | 1     | 0        | 14    | 8        | 3.13     | 1.70    |
| 2001       | 広島       | 22    | 20    | 2     | 0     | 0        | 9     | 6     | 0        | --          | .600  | 600   | 137.0    | 130      | 13          | 63       | 1     | 1        | 114      | 7     | 0        | 57    | 49       | 3.22     | 1.41    |
| 2002       | 広島       | 30    | 29    | 5     | 1     | 1        | 13    | 10    | 0        | --          | .565  | 827   | 194.1    | 212      | 23          | 42       | 4     | 4        | 153      | 7     | 0        | 92    | 83       | 3.84     | 1.31    |
| 2003       | 広島       | 20    | 14    | 0     | 0     | 0        | 2     | 10    | 0        | --          | .167  | 428   | 97.0     | 105      | 23          | 41       | 3     | 0        | 78       | 4     | 0        | 63    | 57       | 5.29     | 1.51    |
| 2004       | 広島       | 4     | 3     | 0     | 0     | 0        | 2     | 1     | 0        | --          | .667  | 91    | 19.2     | 22       | 2           | 11       | 0     | 0        | 20       | 0     | 0        | 12    | 12       | 5.49     | 1.68    |
| 2005       | 広島       | 23    | 12    | 0     | 0     | 0        | 2     | 10    | 0        | 1           | .167  | 403   | 86.0     | 98       | 16          | 49       | 3     | 2        | 73       | 9     | 0        | 67    | 62       | 6.49     | 1.71    |
| 2006       | 広島       | 29    | 4     | 0     | 0     | 0        | 1     | 3     | 0        | 6           | .250  | 238   | 54.2     | 62       | 8           | 16       | 2     | 0        | 57       | 2     | 0        | 29    | 24       | 3.95     | 1.43    |
| 2007       | 広島       | 26    | 19    | 0     | 0     | 0        | 5     | 5     | 0        | 1           | .500  | 538   | 128.1    | 125      | 15          | 35       | 4     | 2        | 83       | 7     | 2        | 48    | 42       | 2.95     | 1.25    |
| 2008       | 広島       | 14    | 11    | 0     | 0     | 0        | 3     | 6     | 0        | 1           | .333  | 272   | 59.2     | 80       | 14          | 22       | 1     | 0        | 28       | 4     | 0        | 47    | 46       | 6.94     | 1.71    |
| 2009       | 広島       | 10    | 4     | 0     | 0     | 0        | 3     | 1     | 0        | 0           | .750  | 146   | 32.0     | 35       | 4           | 17       | 0     | 0        | 24       | 3     | 0        | 15    | 14       | 3.94     | 1.63    |
| 2010       | 広島       | 2     | 2     | 0     | 0     | 0        | 0     | 1     | 0        | 0           | .000  | 27    | 5.1      | 6        | 3           | 5        | 0     | 0        | 4        | 0     | 0        | 9     | 7        | 11.81    | 1.96    |
| 2010       | オリックス | 6     | 6     | 1     | 0     | 0        | 0     | 3     | 0        | 0           | .000  | 129   | 29.1     | 30       | 3           | 15       | 0     | 1        | 15       | 0     | 0        | 16    | 14       | 4.30     | 1.54    |
| '10計      | オリックス | 8     | 8     | 1     | 0     | 0        | 0     | 4     | 0        | 0           | .000  | 156   | 34.2     | 36       | 6           | 20       | 0     | 1        | 19       | 0     | 0        | 25    | 21       | 5.46     | 1.62    |
| 通算：14年 | 通算：14年 | 209   | 130   | 8     | 1     | 1        | 42    | 61    | 0        | 9           | .408  | 3969  | 900.1    | 974      | 129         | 347      | 20    | 12       | 688      | 47    | 2        | 497   | 444      | 4.44     | 1.47    |

- 各年度の太字はリーグ最高

### 記録
投手記録
- 初登板・初先発・初勝利：1997年8月10日、対阪神タイガース17回戦（広島市民球場）、7回2/3を5失点
- 初奪三振：同上、1回表に八木裕から空振り三振
- 初完投勝利：2001年5月12日、対阪神タイガース7回戦（阪神甲子園球場）、9回1失点
- 初完封勝利：2002年5月12日、対ヤクルトスワローズ8回戦（長崎ビッグNスタジアム）
- 初ホールド：2005年4月20日、対中日ドラゴンズ4回戦（広島市民球場）、6回表に2番手で救援登板、2回無失点

打撃記録
- 初安打：1997年8月10日、対阪神タイガース17回戦（広島市民球場）、4回裏に中込伸から二塁内野安打
- 初打点：同上、7回裏に山﨑一玄から右前適時打

### 背番号
- 19 （1996年 - 2004年）
- 42 （2005年 - 2010年途中）
- 25 （2010年途中 - 2011年）